# Yenne (Senegal)
Yenne, im Unterschied zur französischen Gemeinde Yenne auch Yenne-sur-Mer genannt, ist unter gleicher Aussprache genauso gut auch in der französischen Schreibweise Yène bekannt. Yenne ist eine städtische Gemeinde (commune) im Département Rufisque der Metropolregion Dakar, gelegen im zentralen Westen Senegals.

## Geographische Lage
Yenne liegt an der Petite-Côte, knapp neun Kilometer der Badeküste im Südosten der Cap-Vert-Halbinsel gehören zum Stadtgebiet und zugleich reicht das Stadtgebiet entlang der Ostgrenze der Hauptstadtregion 13 Kilometer weit nach Norden ins Landesinnere. Das Stadtgebiet hat eine Fläche von 41,89 km² und umfasst neben dem namensgebenden Hauptort weitere benachbarte Ortschaften. Benachbarte Kommunen sind im Uhrzeigersinn Sendou im Westen, Diamniadio im Norden und im Osten Diass.

## Geschichte
Im Jahr 1996 wurde die Landgemeinde communauté rurale de Sébikotane, die neben vielen anderen Ortschaften auch Yène umfasste, aufgelöst, weil ihr Hauptort Sébikotane aus dem Umland herausgelöst wurde und den Status einer städtischen Gemeinde (commune) erhielt. Das Umland erhielt nach dem neuen Hauptort den Namen communauté rurale de Yène. In den Jahren 2002, 2011 und 2021 wurden weitere Ortschaften aus der Landgemeinde herausgelöst und als städtische Gemeinden verselbstständigt. Im Jahr 2014 erhielt Yenne, wie in Senegal alle communautés rurales, den landesweit einheitlichen Status einer Gemeinde (commune). 

## Bevölkerung
Die letzten Volkszählungen ergaben jeweils folgende Einwohnerzahlen:
| Jahr | Einwohner |
| ---- | --------- |
| 2002 | 31.971    |
| 2013 | 24.795    |
| 2023 | 34.892    |

## Verkehr
Yenne wird nicht von dem Fernstraßennetz in Senegal erschlossen. Von der N 1 zweigt südlich von Diamniadio sieben Kilometer lang eine asphaltierte Stichstraße Richtung Ortsmitte ab.